# Ingvar Ericsson
Ingvar Axel Harald Ericsson, född 31 augusti 1927 i Rinna församling, död 14 maj 2020 i Sankt Görans distrikt, Stockholm, var en svensk friidrottare (medeldistanslöpning). Han tävlade för Westermalms IF och Brandkårens IF och utsågs 1953 till Stor grabb nummer 165 i friidrott.
Han hade det svenska rekordet på 1 500 meter 1956–1957. Han vann tre SM på 1 500 meter.
Ingvar Ericsson är begravd på Lidingö kyrkogård.

## Karriär
1950 deltog Ericsson vid EM i friidrott i Bryssel och kom här sjua på 1 500 meter.
1952 vann Ingvar Ericsson SM-titeln på 1 500 meter på 3.47,8. Vid OS i Helsingfors detta år kom han åtta på 1 500 meter.
Även 1954 och 1955 vann han SM på 1 500 meter, nu på 3.53,4 resp. 3.50,0. 1954 kom han även fyra på 1 500 meter vid EM i Bern.
Den 30 september 1956 slog Ingvar Ericsson Dan Waerns svenska rekord på 1 500 meter med ett lopp på 3.41,2. Han förlorade det dock åter till Waern 1957.